# Sierra de la Giganta
La sierra de la Giganta est un massif montagneux qui s'élève à 1 176 m d'altitude dans la péninsule de Basse-Californie, au Mexique. Elle fait partie de l'ensemble des chaînes côtières du Pacifique.

## Source de la traduction
- (en) Cet article est partiellement ou en totalité issu de l’article de Wikipédia en anglais intitulé « Sierra de la Giganta » (voir la liste des auteurs).